# ياسوهيرو يوشيورا
ياسوهيرو يوشيورا (باليابانية: 吉 浦 康裕)(مواليد 1980) كاتب ياباني ومخرج أفلام رسوم المتحركة قصيرة. حصلت العديد من أعماله مثل شرنقة شاحبة و وقت حواء على جوائز وظهرت في مهرجانات أفلام . يسمى استوديو الإنتاج الخاص به استوديو ريكا.

## السيرة الذاتية
ولد يوشيورا في هوكايدو ونشأ في فوكوكا. وتخصص في الهندسة الفنية في جامعة كيوشو. وفي عام 2002، أطلق فيلم قصير يسمى المائية اللغة الذي تم بثه على هيئة الإذاعة اليابانية. وحصل الفيلم على «جائزة العمل الممتاز» في معرض طوكيو الدولي للأنمي.  وفي عام 2006، أصدر فيلم Pale Cocoon.  بعد انتقاله إلى طوكيو، عمل في سلسلة الرسوم المتحركة Time of Eve والتي تتكون من ست حلقات وتم تحويلها لاحقًا إلى فيلم روائي طويل. في عام 2013 أصدر فيلم Patema Inverted التي فازت بجوائز في مهرجان اسكتلندا لوفز للرسوم المتحركة في إدنبرة ومهرجان شيكاغو السينمائي الدولي.  في عام 2014، أخرج فيلم Harmonie ، والذي تم استخدامه في برنامج Anime Mirai 2014. وفي عام 2015 ، ظهر كتابه القصير PP33 (محطة توليد الطاقة رقم 33) ومكتب المجتمع الأولي في معرض الرسوم المتحركة الياباني.

## أفلامه
| عام      | عنوان                                   | دور الإنتاج                                | دور الممثلين | ملاحظات                                                                                |
| -------- | --------------------------------------- | ------------------------------------------ | ------------ | -------------------------------------------------------------------------------------- |
| 2000     | ولادة صاخبة                             | مخرج                                       |              |                                                                                        |
| 2001     | كيكومانا                                | كاتب السيناريو                             |              | جائزة فخرية ، الرسوم المتحركة الحاسوبية / المؤثرات المرئية ، 2002 Prix Ars Electronica |
| 2002     | ميزو نو كوتوبا                          | مخرج ، كاتب سيناريو                        | بطل الرواية  | جائزة العمل المتميز ، معرض طوكيو الدولي للأنمي ، 2003                                  |
| 2006     | شرنقة شاحبة                             | مخرج                                       | زميل عمل     |                                                                                        |
| 2008 -10 | وقت حواء                                | مؤلف ، مخرج ، كاتب سيناريو                 |              | أونا وفيلم روائي طويل (قائمة الجوائز والعروض)                                          |
| 2009     | إيفانجيليون: 2.0 أنت (لا) تستطيع التقدم | مصمم                                       |              |                                                                                        |
| 2012 -13 | باتيما مقلوب                            | مبتكر ، مخرج ، كاتب                        |              | ONA بداية اليوم وفيلم روائي طويل                                                       |
| 2014     | هارموني                                 | مبتكر ، مدير ، Storyboard                  |              | جزء من مشروع تدريب الرسوم المتحركة الشاب 2013.                                         |
| 2015     | محطة توليد الكهرباء رقم 33              | مخرج ، كاتب                                |              | الحلقة الحادية عشر من معرض الرسوم المتحركة الياباني .                                  |
| 2015     | مكتب مجتمع بروتو                        | مخرج ، كاتب                                |              | الحلقة التاسعة والعشرون من معرض الرسوم المتحركة الياباني .                             |
| 2016     | إعادة تشغيل باتلابور للشرطة المتنقلة    | مدير القصة المصورة ، مدير التصوير والتحرير |              | حلقة اضافية من معرض الرسوم المتحركة اليابانية .                                        |
| 2021     | قم بالغناء قليلا من الانسجام            | مخرج ، كاتب                                |              | الفيلم الأصلي.                                                                         |

## وصلات خارجية
ياسوهيرو يوشيورا على imdb